# Ticket to the World
Ticket to the World è il quarto album in studio della cantante tedesca Ayo, pubblicato nel 2013.

## Tracce
1. Fire
2. I'm Walking
3. Teach Love
4. Justice (feat. Citizen Cope)
5. Fallin'
6. Complain
7. Who
8. I Wonder
9. Ticket to the World
10. Hullabaloo
11. Sister
12. Wouldn't It Be Better
13. I Need You
14. Milky Way

## Classifiche
| Classifica (2013) | Posizione più alta |
| ----------------- | ------------------ |
| Belgio (Fiandre)  | 156                |
| Belgio (Vallonia) | 20                 |
| Francia           | 11                 |
| Germania          | 76                 |
| Svizzera          | 28                 |